# Narewka (rzeka)
Narewka – lewy dopływ Narwi, płynie na Białorusi i w Polsce (w województwie podlaskim) przez Równinę Bielską. Długość rzeki wynosi 61,1 km, w tym 21,7 km na terenie Białorusi.

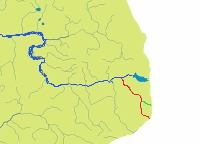
Narewka (na czerwono) na mapie dopływów Narwi (niebieskiej)

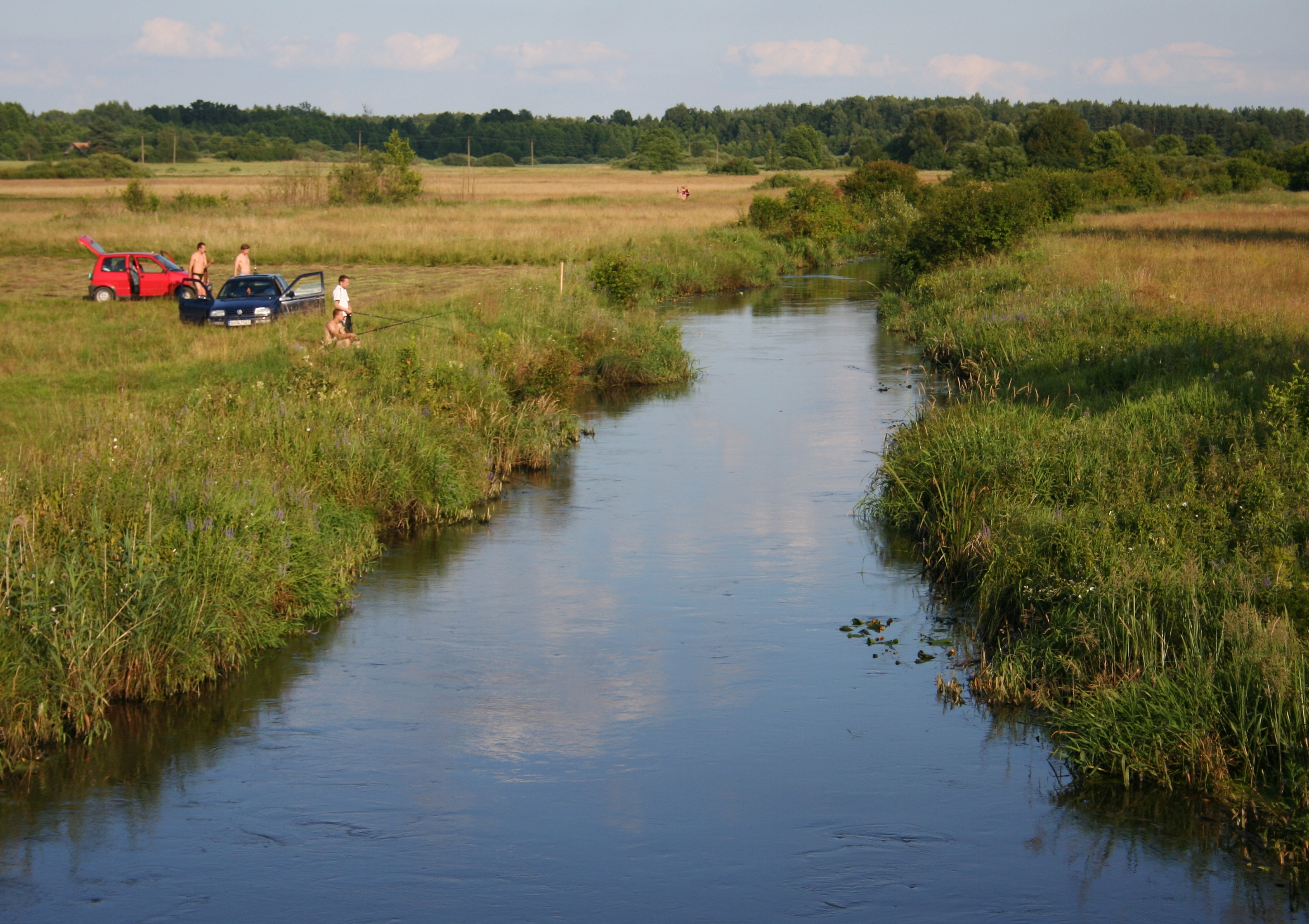
Narewka we wsi Podlewkowie

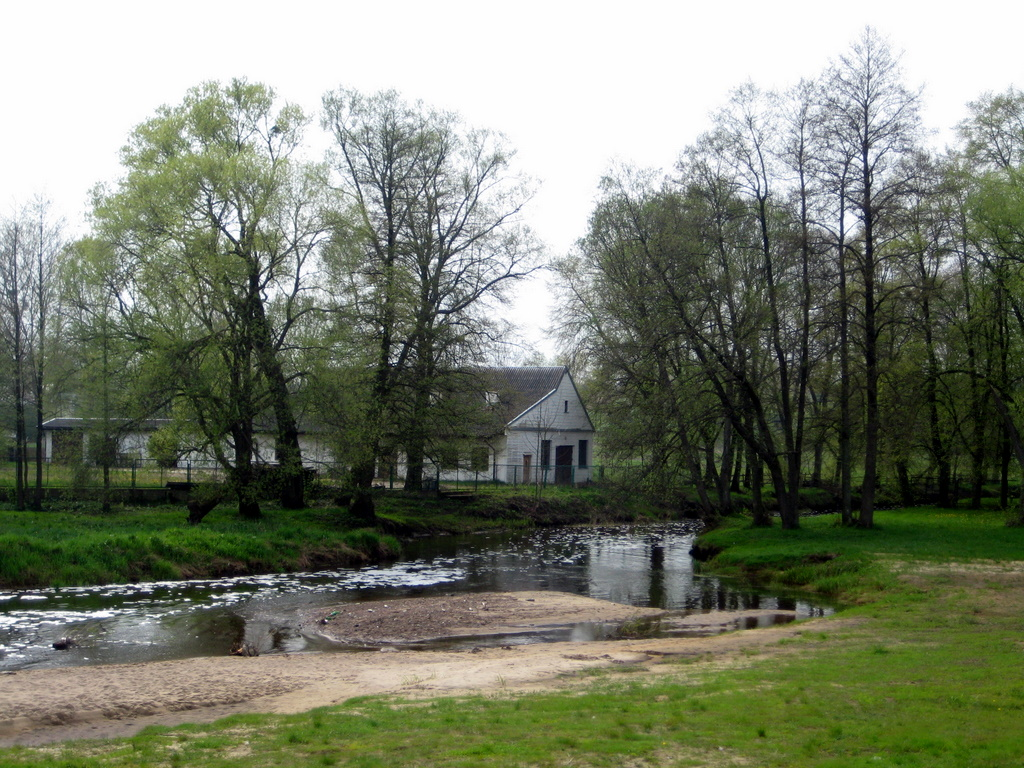
Narewka w Narewce

## Położenie
Narewka wypływa na obszarze Białorusi, skąd jest połączona kanałem ze źródłowym biegiem Narwi. Rzeka płynie prawie w całości (oprócz 15 km na białoruskich bagnach) na terenie Puszczy Białowieskiej. Nad lewym brzegiem Narewki znajduje się zwarty kompleks leśny.
Rzeka uchodzi do Narwi w uroczysku Wilcze Gardło. W widłach Narewki i Hwoźny leży Białowieski Park Narodowy.
Miejscowości nad Narewką: Białowieża, Pogorzelce, Narewka, Lewkowo Nowe i Lewkowo Stare.
Ważniejsze dopływy: Łutownia, Przedzielna (lewe), Orłówka, Hwoźna i Braszcza (prawe).

## Dorzecze Narewki
- L Waliczówka
- L Jabłoniówka
- P Bobrówka
- L Okulanka
- L Jelonka
- P Braszcza
- P Hwoźna
  - P Sirota
  - P Jaszczurka
- L Przedzielna
- P Orłówka
- L Łutownia
  - P Krynica
  - P Dubinka
- L Kliczyniówka
- P Złota
  - L Jelonka
- P Jelenka
- L Pierierovnica
- L Tisovka